# Onthophagus superbus
Onthophagus superbus là một loài bọ cánh cứng trong họ Bọ hung (Scarabaeidae).